# Constante (matemática)
En general, una constante es un valor de tipo permanente, ya que no puede modificarse, al menos no dentro del contexto o situación para el cual está: geometría aritmética.. 
- En ciencias, especialmente en física, se denomina constante a aquella magnitud cuyo valor no varía en el tiempo.
- En matemáticas, una constante es un valor fijo, aunque a veces no determinado.
- Una Función constante es una función matemática que para cada valor de su dominio hay un único valor de su codominio. Ejemplo, {\displaystyle f(x)=3}, su gráfica es una recta paralela al eje Ox.
- En álgebra son los coeficientes de un monomio u otra fórmula.
- Al resolver diferenciales ordinarias, se obtiene una solución general con constante (o constantes), si es de primer orden conlleva una constante arbitraria o constante de integración.[5] Para la constante de integración, dando las condiciones iniciales, se determina un único valor.
- Constante como elemento utilizado en lenguajes de programación.
- En el caso de la ecuación {\displaystyle (x-k)^{2}+(y-k)^{2}=25} que representa una familia de circunferencias con centro en la bisectriz del primer y tercer cuadrantes, de radio 5; x, y  son variables, k es un parámetro y 25 es una constante.
- Al resolver la ecuación diferencial {\displaystyle y^{'}=ky} se obtiene la solución general y = Cekx, en este caso y es la variable dependiente; x, variable independiente; C , constante de integración; y finalmente, k  constante de proporcionalidad entre la rapidez de cambio instantáneo y' y la masa y .

Por ejemplo, una función cuadrática general se escribe comúnmente como:
{\displaystyle ax^{2}+bx+c\,,}
donde a, b y c son constantes (o parámetros), y x una variable-un marcador de posición para el argumento de la función que se está estudiando. Una forma más explícita de denotar esta función es
{\displaystyle x\mapsto ax^{2}+bx+c\,,}
lo que hace que la condición de función-argumento de x (y por extensión la constancia de a, b y c) claro. En este ejemplo a, b y c son  coeficientes del polinomio. Como c aparece en un término que no implica a x, se llama término constante del polinomio y puede considerarse como el coeficiente de x0. En términos más generales, cualquier término o expresión polinómica de grado cero (sin variable) es una constante.: 18 

## Función constante
Una constante puede usarse para definir una función constante que ignora sus argumentos y da siempre el mismo valor. Una función constante de una sola variable, como {\displaystyle f(x)=5}, tiene una gráfica de una recta horizontal paralela al eje x. Una función de este tipo siempre toma el mismo valor (en este caso 5), porque la variable no aparece en la expresión que define la función. 

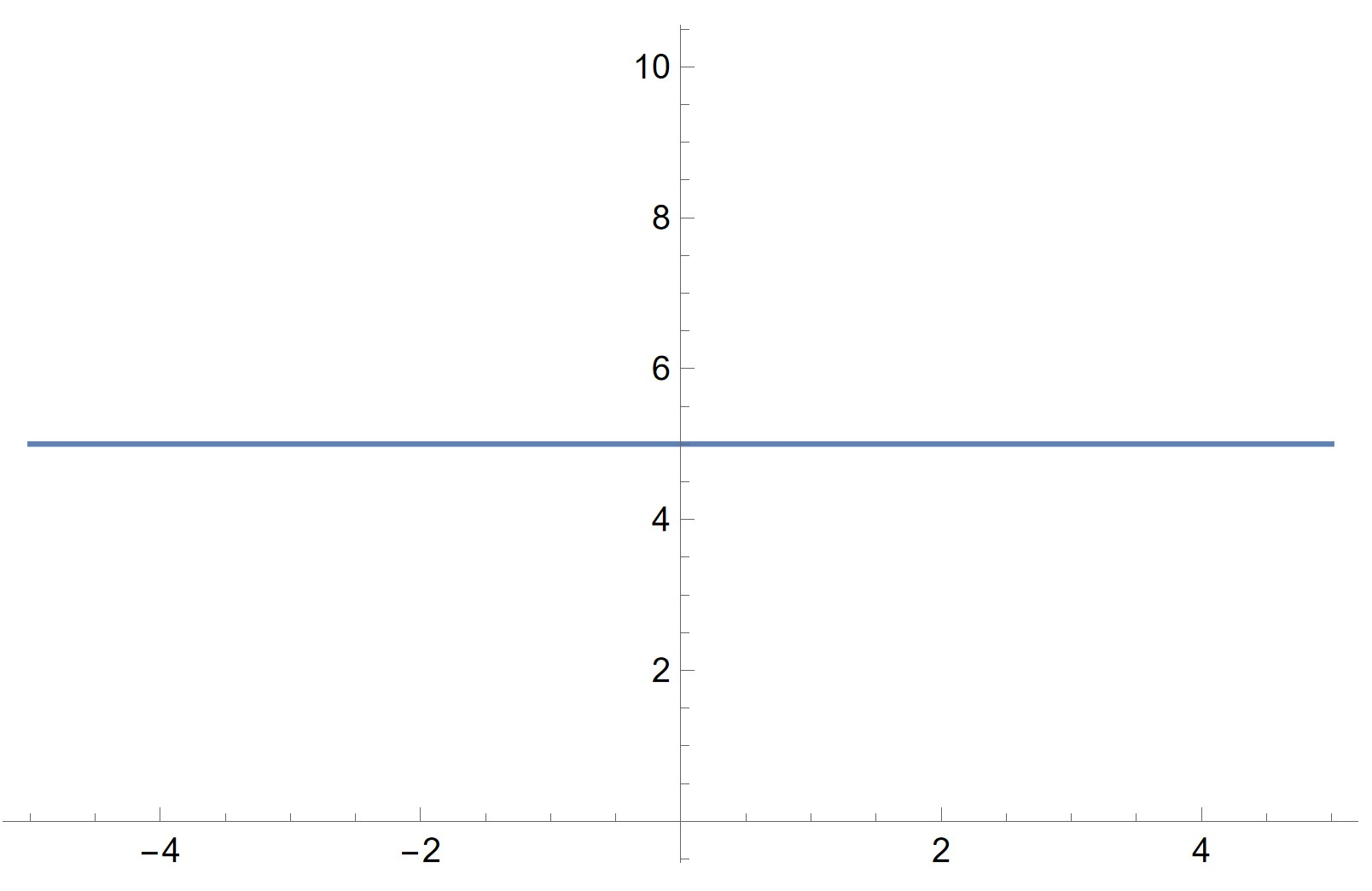
Gráfica de.

## Dependencia del contexto
La dependencia contextual del concepto de "constante" se puede observar en este ejemplo de cálculo elemental:
{\displaystyle {\begin{aligned}{\frac {d}{dx}}2^{x}&=\lim _{h\to 0}{\frac {2^{x+h}-2^{x}}{h}}=\lim _{h\to 0}2^{x}{\frac {2^{h}-1}{h}}\\[8pt]&=2^{x}\lim _{h\to 0}{\frac {2^{h}-1}{h}}&&{\text{dado }}x{\text{ es constante (o sea no depende de }}h{\text{)}}\\[8pt]&=2^{x}\cdot \mathbf {constante,} &&{\text{donde }}\mathbf {constante} {\text{ significa que no depende de }}x.\end{aligned}}}
"Constante" significa que no depende de alguna variable; y no cambia cuando la variable cambia. En el primer caso mostrado, significa que no depende de h; en el segundo, significa que no depende de x. Una constante en un contexto estrecho puede ser considerada una variable en un contexto más amplio.

## Constantes matemáticas notables
Algunos valores ocurren con frecuencia en matemáticas y se denotan convencionalmente por un símbolo específico. Estos símbolos estándar y sus valores se denominan constantes matemáticas. Algunos ejemplos son:
- 0 (cero).
- 1 (uno), el número natural después del cero.
- π (pi), la constante que representa el cociente entre la circunferencia de un círculo y su diámetro, aproximadamente igual a 3,1415926535.[9]
- e, aproximadamente igual a 2,7182818284.[10]
- La unidad imaginaria tal que {\displaystyle i^{2}=-1}.[11]
- La raíz cuadrada de dos {\displaystyle {\sqrt {2}}}, la longitud de la diagonal de un cuadrado de lados unitarios, aproximadamente igual a 1,4142135623.[12]
- La proporción áurea {\displaystyle \varphi }, aproximadamente igual a 1,6180339887, o algebraicamente, {\displaystyle \varphi ={\frac {1+{\sqrt {5}}}{2}}}.[13]
- La constante de Euler-Mascheroni {\displaystyle \gamma }, aproximadamente igual a 0,5772156649.

## Constantes en el cálculo
En cálculo, las constantes se tratan de varias formas diferentes según la operación. Por ejemplo, la derivada de una función constante es cero. Esto se debe a que la derivada mide la tasa de cambio de una función con respecto a una variable, y dado que las constantes, por definición, no cambian, su derivada es, por lo tanto, cero.
Por el contrario, al integrar una función constante, la constante se multiplica por la variable de integración. Durante la evaluación de un límite, la constante permanece igual que antes y después de la evaluación.
La integración de una función de una variable a menudo implica una constante de integración. Esto surge debido a que el operador integral es el inverso del operador diferencial, lo que significa que el objetivo de la integración es recuperar la función original antes de la diferenciación. El diferencial de una función constante es cero, como se señaló anteriormente, y el operador diferencial es un operador lineal, por lo que las funciones que solo se diferencian por un término constante tienen la misma derivada. Para reconocer esto, se agrega una constante de integración a una integral indefinida; esto asegura que se incluyan todas las soluciones posibles. La constante de integración generalmente se escribe como 'c' y representa una constante con un valor fijo pero indefinido.

### Ejemplo
Si f es una función constante tal que {\displaystyle f(x)=72} para todo x entonces
{\displaystyle {\begin{aligned}f'(x)&=0\\\int f(x)\,dx&=72x+c\end{aligned}}}

## Campos donde las constantes sonvariables
En medicina las constantes médicas incluyen pulso, temperatura, glucosa y muchos otros componentes en sangre, otros componentes en  orina y otras secreciones, y otras más que varían con el tiempo, pero que tienen unos  rangos de valores considerados normales.
En Ley de Murphy y programación: "Las constantes son siempre variables". Esto también ocurre en Pascal cuando se pasa un objeto como parámetro 'constante' a una función. En este caso, en realidad se pasa un puntero al objeto, que puede ser modificado.